# 死の接吻 (1947年の映画)
『死の接吻』（しのせっぷん、Kiss of Death）は、1947年のアメリカ合衆国の犯罪映画。監督はヘンリー・ハサウェイ、出演はヴィクター・マチュアとブライアン・ドンレヴィなど。原作はエリアザー・リプスキーの小説。リチャード・ウィドマークのデビュー作となったノワール映画である。

## キャスト
※括弧内は日本語吹替（テレビ版・初回放送1973年6月13日 東京12ch）
- ニック・ビアンコ: ヴィクター・マチュア（仁内達之）
- ルイス・ダンジェロ: ブライアン・ドンレヴィ（宮川洋一）
- ネッティ: コリーン・グレイ（英語版）（浅井淑子）
- トミー・ユードー: リチャード・ウィドマーク（大塚周夫）
- ウィリアム: カール・マルデン
- アール・ハウザー: テイラー・ホームズ（英語版）
- 車椅子の老婆: ミルドレッド・ダンノック（英語版）

## スタッフ
- 監督：ヘンリー・ハサウェイ
- 製作：フレッド・コールマー（英語版）
- 脚本：ベン・ヘクト、チャールズ・レデラー（英語版）
- 撮影：ノーバート・ブロダイン（英語版）
- 音楽：デヴィッド・バトルフ（英語版）

## 評価
ウィドマークはこの作品で第5回ゴールデングローブ賞新人賞を受賞し、第20回アカデミー賞助演男優賞にもノミネートされた。
ウィドマークが演じたトミー・ユードーは、映画ジャーナリストの団体OFCS（オンライン映画批評家協会）が2002年に選んだ「映画史上最も偉大な悪役 トップ100」で第55位にランクインした。

## リメイク
1995年にバーベット・シュローダー監督、リチャード・プライス脚本、デヴィッド・カルーソ、ニコラス・ケイジ、サミュエル・L・ジャクソン出演でリメイクされた。